# Darryl Monroe
Darryl Monroe, (nacido el 30 de enero de 1986 en Portsmouth, Virginia) es un jugador de baloncesto estadounidense que forma parte de la plantilla del Anyang KGC de la Liga de baloncesto de Corea. Con 1.98 de estatura, su puesto natural en la cancha es el de Ala-Pívot.

## Trayectoria
El jugador se formó en la Universidad George Mason.
En la temporada 2012/13 se convierte en el mejor jugador de la temporada en su equipo en el Bouzalac francés. Monroe hizo una media de 14,7 puntos y 8,8 rebotes por partido en su última temporada en Francia. Es el país donde estuvo durante dos temporadas, después de haber estado también en Holanda, llegado de Estados Unidos.
Para la temporada 2013-14 ficha por el Bàsquet Manresa.
[actualizar]
El 17 de agosto de 2021, firma por el  Anyang KGC de la Liga de baloncesto de Corea.